# Virginia City (Montana)
- Nota: Para outros significados, veja Virginia City

Virginia City é uma cidade  localizada no estado americano de Montana, no Condado de Madison.

## Demografia
Segundo o censo americano de 2000, a sua população era de 130 habitantes.
Em 2006, foi estimada uma população de 137, um aumento de 7 (5.4%).

## Geografia
De acordo com o United States Census Bureau tem uma área de
2,4 km², dos quais 2,4 km² cobertos por terra e 0,0 km² cobertos por água. Virginia City localiza-se a aproximadamente 1730 m acima do nível do mar.

## Localidades na vizinhança
O diagrama seguinte representa as localidades num raio de 44 km ao redor de Virginia City.